# Aethomys nyikae
Aethomys nyikae (Aethomys nyikae  Thomas, 1897) è un roditore della famiglia dei Muridi diffuso nell'Africa meridionale.

## Descrizione

### Dimensioni
Roditore di medie dimensioni, con la lunghezza della testa e del corpo tra 120 e 156 mm, la lunghezza della coda tra 145 e 178 mm, la lunghezza del piede tra 28 e 29 mm, la lunghezza delle orecchie tra 20 e 21 mm e un peso fino a 106 g.

### Aspetto
Il colore del dorso è marrone brizzolato, mentre le parti ventrali sono bianche. Le orecchie sono grandi e arrotondate. Le parti dorsali delle zampe sono bianche. La coda è più corta della testa e del corpo, color marrone sopra e alquanto più chiara sotto, finemente ricoperta di peli e con circa 10 anelli di scaglie per centimetro.

## Biologia

### Comportamento
È una specie terricola e notturna.

### Riproduzione
Femmine gravide catturate nello Zambia avevano 2-5 embrioni.

## Distribuzione e habitat
Questa specie è diffusa nel Malawi e nello Zambia e Angola settentrionali. Probabilmente è presente anche nella Repubblica Democratica del Congo.
Vive nelle foreste tropicali secche tra gli 800 e i 2.300 metri di altitudine.

## Conservazione
La IUCN Red List, considerato il vasto areale e la popolazione numerosa, classifica A.nyikae come specie a rischio minimo (Least Concern).